# Сталаћка брда
Сталаћка брда су заједнички назив за некада јединствену морфолошку целину коју је Јужна Морава пробила и пресекла својом домном епигенијом. Сталаћка брда се деле на Мојсињску планину, са леве стране Јужне Мораве и Послонске планине, са њене десне стране. Грађена су од шкриљаца, махом гнајса и микашиста. Део су Родопског масива.